# Јарослав Домбровски
Јарослав Домбровски (пољ. Jarosław Dąbrowski) био је активиста за независност Пољске, члан Руске царске војске, од 1862. члан Општинског Комитета, а затим и Централног националног комитета, генерал и врховни командант Париских комуна.